# یو یو هاکوشو
یو یو هاکوشو (به ژاپنی: 幽☆遊☆白書, Yū Yū Hakusho) عنوان یک مجموعه مانگا ژاپنی است که توسط یوشیهیرو توگاشی نوشته و مصورسازی شده‌است. این مجموعه نخست توسط انتشارات شوئیشا از دسامبر ۱۹۹۰ تا ژوئیه ۱۹۹۴ در هفته‌نامه شونن جامپ به چاپ می‌رسید. این مجموعه شامل ۱۷۵ فصل است که در ۱۹ جلد تانکوبون گردآوری شده‌است.
یک مجموعه تلویزیونی انیمه ۱۱۲ قسمتی نیز بر پایه نسخه مانگا و به کارگردانی نوریوکی آبه توسط استودیو پیرو دستمایه اقتباس قرار گرفت که از ۱۰ اکتبر ۱۹۹۲ تا ۱۷ دسامبر ۱۹۹۴ در حال پخش بود. فرنچایز یو یو هاکوشو دو فیلم پویانمایی، مجموعه‌ای اووی‌ای، یک سریال لایو اکشن تلویزیونی، آلبوم‌های صوتی، بازی‌های ویدئویی و محصولات دیگری تولید کرده‌است.